# چد گیبل
چد گیبل (انگلیسی: Chad Gable؛ زادهٔ ۸ مارس ۱۹۸۶) کشتی‌گیر، و کشتی‌گیر کشتی حرفه‌ای اهل ایالات متحده آمریکا است.